# سیارک ۵۹۸۲۸
سیارک ۵۹۸۲۸ (به انگلیسی: 59828 Ossikar، نامگذاری:1999RU32) پنجاه و نه هزار و هشتصد و بیست و هشتمین سیارک کشف شده‌است که در ۵ سپتامبر ۱۹۹۹ کشف شد.